# La Rippe
La Rippe je obec na jihozápadě Švýcarska v kantonu Vaud. Žije zde přibližně 1 200 obyvatel.

## Geografie

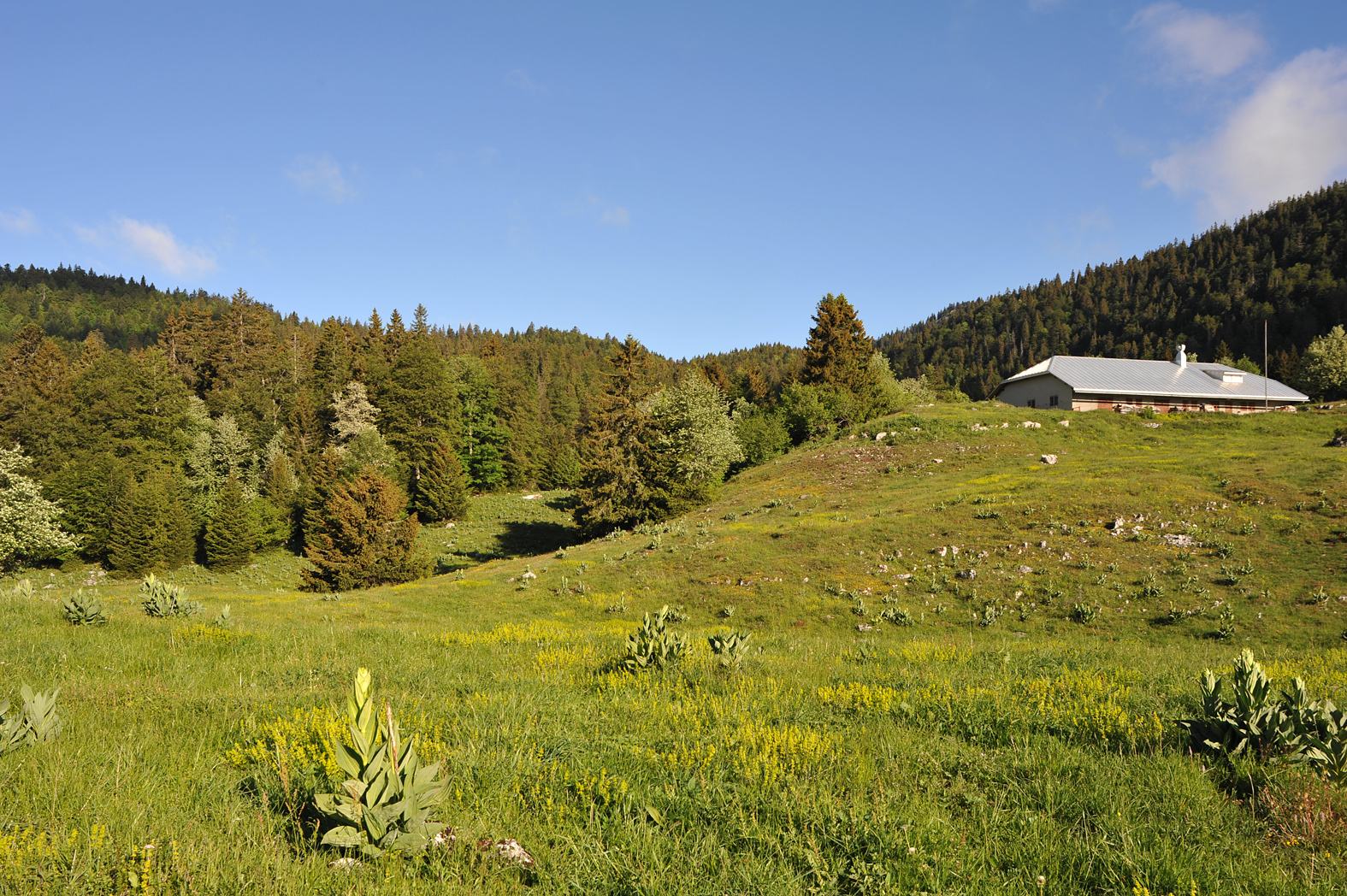
Pohled na krajinu podél švýcarsko-francouzské hranice v obci

La Rippe leží v nadmořské výšce 528 m, vzdušnou čarou 7 km západně od okresního města Nyon. Obec leží na jižním úpatí Jury, na úpatí hory La Dôle, na svahu nad údolím řeky Boiron de Nyon.
Území obce o rozloze 16,6 km² zahrnuje část Vaudského Jury a jižní svah jurského masivu. Území obce se rozkládá od úpatí Jury na severozápadě po hustě zalesněném strmém svahu (Bois Badis) Jury až k antiklinále La Dôle. Vrchol La Dôle je se svými 1677 metry nad mořem nejvyšším bodem La Rippe. Nejzápadnější část obce leží v pramenné oblasti řeky Valserine. Na hřebeni La Dôle se nacházejí rozsáhlé jurské vysokohorské pastviny s typickými mohutnými smrky, které zde stojí buď jednotlivě, nebo ve skupinách. V roce 1997 pokrývala 4 % rozlohy obce zastavěná plocha, 59 % lesy a lesní porosty, 36 % zemědělství a necelé 1 % neproduktivní půda.
K obci La Rippe patří vesnice Tranchepied (528 m n. m.) na úpatí pohoří Jura a několik samostatných farem. Sousedními obcemi La Rippe jsou Gingins na severu, Chéserex na východě a Crassier na jihovýchodě (všechny v kantonu Vaud), Divonne-les-Bains na jihu a Prémanon na západě v sousední Francii.

## Historie
První zmínka o obci pochází z roku 1384, kdy je uváděna pod jménem de Rippis, později se objevují názvy Rispas a Rispis. Ve středověku patřilo území dnešní obce La Rippe opatství Saint-Claude ve Francii a v roce 1307 bylo postoupeno cisterciáckému klášteru Bonmont. Od roku 1319 byla pod ochranou savojského rodu.
Po dobytí Vaudu Bernem v roce 1536 přešla La Rippe pod správu panství Nyon a v roce 1711 pod panství Bonmont. Po pádu Staré konfederace patřila La Rippe v letech 1798–1803 v období Helvétské republiky ke kantonu Léman, který byl poté, když vstoupila v platnost Ústava o zprostředkování, sloučen s kantonem Vaud. V roce 1798 byla přiřazena k okresu Nyon. V roce 1826 se vesnice Tranchepied, která dříve patřila k Chéserexu, stala součástí La Rippe. Vesnice nemá vlastní kostel, patří do farnosti Crassier.

## Obyvatelstvo
| Rok            | 1850 | 1880 | 1900 | 1910 | 1930 | 1950 | 1960 | 1970 | 1980 | 1990 | 2000 |
| Počet obyvatel | 356  | 335  | 316  | 340  | 328  | 344  | 304  | 307  | 379  | 667  | 1010 |

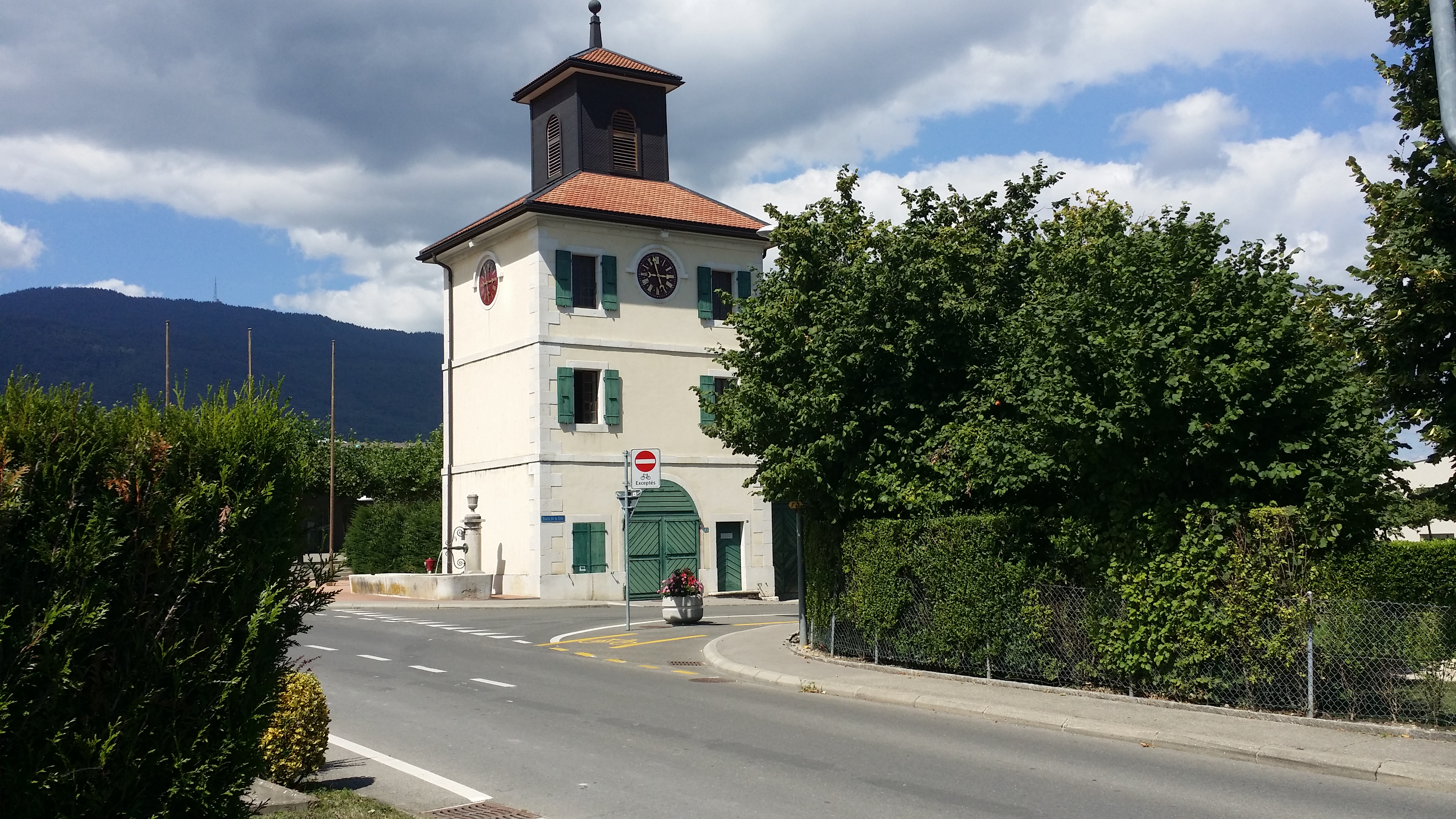
Hodinová věž v La Rippe

Z celkového počtu obyvatel je 76,8 % francouzsky mluvících, 11,4  % anglicky mluvících a 7,2 % německy mluvících (stav v roce 2000). Ve druhé polovině 20. století začal značný populační růst, kdy se během několika desetiletí počet obyvatel několikanásobně zvýšil.

## Hospodářství
Až do druhé poloviny 20. století byla obec La Rippe především zemědělskou obcí. Dnes se zemědělství soustřeďuje na ornou půdu v nižších částech obce a na chov dobytka, zejména dojnic na výšinách Jury. Další pracovní místa se nacházejí v oblasti zpracování dřeva, místního obchodu a služeb. V posledních desetiletích se obec rozvinula v rezidenční obec. Mnoho pracujících dojíždí za prací především do Nyonu a Ženevy.

## Doprava
Obec se nachází mimo hlavní dopravní tepny, ale je dobře dostupná z Nyonu. La Rippe je napojena na síť veřejné dopravy prostřednictvím autobusové linky Postbusu z Nyonu do Coppet.